# Liberia Airways
Liberia Airways es una aerolínea con base en Liberia.

## Flota
En agosto de 2006, la flota de Liberia Airways incluye:
- 1 Antonov An-26[2]